# Società Sportiva Lazio 1951-1952
Questa voce raccoglie le informazioni riguardanti la Società Sportiva Lazio nelle competizioni ufficiali della stagione 1951-1952.

## Stagione
La Lazio nel campionato di Serie A 1951-1952 si classificò al quarto posto con 43 punti, a pari merito con la Fiorentina.

## Organigramma societario
Area direttiva
- Presidente: Remo Zenobi

Area tecnica
- Allenatore: Giuseppe Bigogno

## Rosa
| N. |                   | Ruolo | Calciatore            |
| -- | ----------------- | ----- | --------------------- |
|    | Italia (bandiera) | P     | Ilvio Landucci        |
|    | Italia (bandiera) | P     | Bruno Pagliara        |
|    | Italia (bandiera) | P     | Lucidio Sentimenti IV |
|    | Italia (bandiera) | D     | Francesco Antonazzi   |
|    | Italia (bandiera) | D     | Mido Bimbi            |
|    | Italia (bandiera) | D     | Zeffiro Furiassi      |
|    | Italia (bandiera) | D     | Stefano Malacarne     |
|    | Italia (bandiera) | D     | Primo Sentimenti V    |
|    | Italia (bandiera) | D     | Renato Spurio         |
|    | Italia (bandiera) | C     | Romolo Alzani         |
|    | Italia (bandiera) | C     | Enrique Flamini ()    |
|    | Italia (bandiera) | C     | Luigi Foligna         |

| N. |                     | Ruolo | Calciatore              |
| -- | ------------------- | ----- | ----------------------- |
|    | Italia (bandiera)   | C     | Luigi Fuin              |
|    | Norvegia (bandiera) | C     | Ragnar Nikolay Larsen   |
|    | Svezia (bandiera)   | C     | Sigvard Löfgren         |
|    | Italia (bandiera)   | C     | Mario Magrini           |
|    | Italia (bandiera)   | C     | Serafino Montanari      |
|    | Italia (bandiera)   | C     | Vittorio Sentimenti III |
|    | Italia (bandiera)   | A     | Lelio Antoniotti        |
|    | Turchia (bandiera)  | A     | Şükrü Gülesin           |
|    | Italia (bandiera)   | A     | Armando Macci           |
|    | Italia (bandiera)   | A     | Filippo Nicoletti       |
|    | Italia (bandiera)   | A     | Aldo Puccinelli         |

## Calciomercato
| Acquisti | Acquisti              | Acquisti    | Acquisti      |
| R.       | Nome                  | da          | Modalità      |
| -------- | --------------------- | ----------- | ------------- |
| D        | Renato Spurio         | Anconitana  | fine prestito |
| C        | Luigi Fuin            | Palermo     | definitivo    |
| C        | Ragnar Nikolay Larsen | Sandaker    | definitivo    |
| C        | Sigvard Löfgren       | Helsingborg | definitivo    |
| A        | Lelio Antoniotti      | Pro Patria  | definitivo    |
| A        | Armando Macci         | Reggiana    | definitivo    |

| Cessioni | Cessioni          | Cessioni      | Cessioni   |
| R.       | Nome              | a             | Modalità   |
| -------- | ----------------- | ------------- | ---------- |
| P        | Aldo De Fazio     | Lucchese      | definitivo |
| D        | Mido Bimbi        | Udinese       | definitivo |
| D        | Sergio Piacentini | Chinotto Neri | definitivo |
| D        | Renato Spurio     | Prato         | prestito   |
| C        | Flavio Cecconi    | Napoli        | definitivo |
| A        | Dionisio Arce     | Napoli        | definitivo |
| A        | Norberto Höfling  | Pro Patria    | definitivo |
| A        | Leongino Unzain   | Tolone        | definitivo |

## Risultati

### Serie A

#### Girone di andata
| Arbitro: | Bernardi (Bologna) |

|                                                |           |  |
| Lucentini 6’ Gei 14’ Sabbatella 49’ Farina 76’ | Marcatori |  |

| Arbitro: | Savio (Torino) |

|                                           |           |             |
| Antoniotti 36’ Flamini 55’ Puccinelli 58’ | Marcatori | 42’ Rinaldi |

| Arbitro: | Tassini (Verona) |

|                                                                 |           |                                            |
| Muccinelli 7’, 58’ Præst 13’ K. Hansen 15’ (rig.) J. Hansen 32’ | Marcatori | 8’ (rig.) Şükrü 56’ Antoniotti 89’ Flamini |

| Arbitro: | Agnolin (Bassano del Grappa) |

|                  |           |                                |
| Şükrü 62’ (rig.) | Marcatori | 19’ Lorenzi 44’ (aut.) Magrini |

| Palermo 7 ottobre 1951 5ª giornata | Palermo           | 0 – 0 referto | Lazio | Stadio La Favorita\| Arbitro: \| Liverani (Torino) \| |
| Arbitro:                           | Liverani (Torino) |               |       |                                                       |

| Arbitro: | Matucci (Seregno) |

|                                        |           |  |
| Puccinelli 16’ Löfgren 66’ Flamini 68’ | Marcatori |  |

| Arbitro: | Rigato (Mestre) |

|                   |           |                       |
| Cattaneo 68’, 72’ | Marcatori | 32’ Magrini 70’ Şükrü |

| Arbitro: | Bernardi (Bologna) |

|                                     |           |  |
| Şükrü 4’, 87’ (rig.) Puccinelli 69’ | Marcatori |  |

| Arbitro: | Corallo (Lecce) |

|                          |           |                  |
| Giusti 24’ Prunecchi 59’ | Marcatori | 29’ (aut.) Fuchs |

| Arbitro: | Pieri (Trieste) |

|                            |           |  |
| Antoniotti 10’ Flamini 64’ | Marcatori |  |

| Arbitro: | Liverani (Torino) |

|  |           |                       |
|  | Marcatori | 12’ Löfgren 17’ Şükrü |

| Arbitro: | Bernardi (Bologna) |

|            |           |  |
| Larsen 31’ | Marcatori |  |

| Arbitro: | Pieri (Trieste) |

|                           |           |                      |
| Piola 13’ Della Frera 54’ | Marcatori | 56’ Larsen 58’ Şükrü |

| Arbitro: | Silvano (Torino) |

|                                        |           |                       |
| Toros 54’, 62’ La Rosa 56’ Turbéky 76’ | Marcatori | 31’ Şükrü 88’ Flamini |

| Arbitro: | Savio (Torino) |

|             |           |  |
| Löfgren 73’ | Marcatori |  |

| Arbitro: | Agnolin (Bassano del Grappa) |

|               |           |             |
| Silvestri 49’ | Marcatori | 54’ Löfgren |

| Arbitro: | Liverani (Torino) |

|                                                       |           |            |
| Guaita 11’ (aut.) Larsen 47’ Şükrü 83’ Antoniotti 85’ | Marcatori | 58’ Lucchi |

| Arbitro: | Silvano (Torino) |

|           |           |  |
| Şükrü 15’ | Marcatori |  |

| Arbitro: | Bernardi (Bologna) |

|                |           |             |
| Ciccarelli 24’ | Marcatori | 48’ Löfgren |

#### Girone di ritorno
| Roma 3 febbraio 1952 20ª giornata | Lazio            | 0 – 0 referto | Sampdoria | Stadio Nazionale\| Arbitro: \| Carpani (Milano) \| |
| Arbitro:                          | Carpani (Milano) |               |           |                                                    |

| Arbitro: | Massai (Pisa) |

|             |           |            |
| Rinaldi 71’ | Marcatori | 34’ Larsen |

| Arbitro: | Bernardi (Bologna) |

|                               |           |  |
| Antoniotti 69’ Puccinelli 88’ | Marcatori |  |

| Arbitro: | Massai (Pisa) |

|             |           |             |
| Lorenzi 69’ | Marcatori | 48’ Löfgren |

| Arbitro: | De Leo (Mestre) |

|               |           |                |
| Puccinelli 8’ | Marcatori | 24’ Santamaria |

| Arbitro: | Bellè (Venezia) |

|                                             |           |  |
| Nuoto 14’, 70’ Frandsen 19’ Tontodonati 80’ | Marcatori |  |

| Arbitro: | De Leo (Mestre) |

|                |           |                                 |
| Puccinelli 28’ | Marcatori | 33’ (rig.) Baldini 65’ Cattaneo |

| Arbitro: | Massai (Pisa) |

|             |           |                |
| Pratesi 30’ | Marcatori | 67’ Puccinelli |

| Arbitro: | Marchetti (Milano) |

|                                                        |           |  |
| Larsen 26’, 47’ Sentimenti III 40’, 71’ Puccinelli 51’ | Marcatori |  |

| Arbitro: | Liverani (Torino) |

|             |           |                         |
| Bertoni 15’ | Marcatori | 18’ (rig.) Sentimenti V |

| Arbitro: | Tassini (Verona) |

|            |           |                         |
| Alzani 29’ | Marcatori | 51’ Cergoli 84’ Jeppson |

| Arbitro: | Bernardi (Bologna) |

|                          |           |           |
| Mike Mayer 8’ Amadei 51’ | Marcatori | 12’ Macci |

| Arbitro: | Jonni (Macerata) |

|                          |           |  |
| Sentimenti IV 51’ (rig.) | Marcatori |  |

| Arbitro: | Cartei (Firenze) |

|                     |           |               |
| Macci 15’ Şükrü 55’ | Marcatori | 46’ Guarnieri |

| Arbitro: | Marchetti (Milano) |

|                         |           |                                   |
| Gritti 31’ Cappello 58’ | Marcatori | 8’, 52’, 83’ Şükrü 77’ Antoniotti |

| Arbitro: | Liverani (Torino) |

|            |           |          |
| Larsen 51’ | Marcatori | 57’ Gren |

| Arbitro: | Massai (Pisa) |

|                                                |           |  |
| Colombi 11’ Marzani 35’ Bülent 54’ Mussino 76’ | Marcatori |  |

| Firenze 15 giugno 1952 37ª giornata | Fiorentina     | 0 – 0 referto | Lazio | Stadio Comunale\| Arbitro: \| Righi (Milano) \| |
| Arbitro:                            | Righi (Milano) |               |       |                                                 |

| Arbitro: | Agnolin (Bassano del Grappa) |

|                                           |           |           |
| Puccinelli 11’ Löfgren 13’ Şükrü 59’, 79’ | Marcatori | 39’ Curti |

## Statistiche

### Statistiche di squadra
| Competizione | Punti | In casa | In casa | In casa | In casa | In casa | In casa | In trasferta | In trasferta | In trasferta | In trasferta | In trasferta | In trasferta | Totale | Totale | Totale | Totale | Totale | Totale | DR  |
| Competizione | Punti | G       | V       | N       | P       | Gf      | Gs      | G            | V            | N            | P            | Gf           | Gs           | G      | V      | N      | P      | Gf     | Gs     | DR  |
| ------------ | ----- | ------- | ------- | ------- | ------- | ------- | ------- | ------------ | ------------ | ------------ | ------------ | ------------ | ------------ | ------ | ------ | ------ | ------ | ------ | ------ | --- |
| Serie A      | 46    | 19      | 13      | 3       | 3       | 37      | 12      | 19           | 2            | 10           | 7            | 23           | 37           | 38     | 15     | 13     | 10     | 60     | 49     | +11 |

### Statistiche dei giocatori
Nel conteggio delle reti realizzate si aggiungano due autoreti a favore.
| Giocatore         | Serie A  | Serie A |
| Giocatore         | Presenze | Reti    |
| ----------------- | -------- | ------- |
| R. Alzani         | 37       | 1       |
| F. Antonazzi      | 29       | 0       |
| L. Antoniotti     | 29       | 6       |
| M. Bimbi          | -        | -       |
| E. Flamini        | 23       | 5       |
| L. Foligna        | -        | -       |
| L. Fuin           | 35       | 0       |
| Z. Furiassi       | 30       | 0       |
| S. Gülesin        | 29       | 16      |
| R.N. Larsen       | 26       | 7       |
| I. Landucci       | -        | -       |
| S. Löfgren        | 20       | 7       |
| A. Macci          | 4        | 2       |
| M. Magrini        | 15       | 1       |
| S. Malacarne      | 28       | 0       |
| S. Montanari      | 8        | 0       |
| F. Nicoletti      | 1        | 0       |
| B. Pagliara       | -        | -       |
| A. Puccinelli     | 28       | 9       |
| V. Sentimenti III | 11       | 2       |
| L. Sentimenti IV  | 38       | -49; 1  |
| P. Sentimenti V   | 27       | 1       |
| R. Spurio         | -        | -       |

## Riserve
Per l'annullamento del girone del Campionato Riserve in cui era inserita, la squadra riserve della Lazio ha disputato nella stagione 1952-1953 solo gare amichevoli.

### Rosa
| N. |                   | Ruolo | Calciatore         |
| -- | ----------------- | ----- | ------------------ |
|    | Italia (bandiera) | P     | Ilvio Landucci     |
|    | Italia (bandiera) | P     | Bruno Pagliara     |
|    | Italia (bandiera) | D     | Mido Bimbi         |
|    | Italia (bandiera) | D     | Capo               |
|    | Italia (bandiera) | D     | Pietro De Cesaris  |
|    | Italia (bandiera) | D     | Giovanni Di Veroli |
|    | Italia (bandiera) | D     | Alberto Mantovani  |
|    | Italia (bandiera) | D     | Sergio Passerini   |
|    | Italia (bandiera) | D     | Renato Spurio      |
|    | Italia (bandiera) | C     | Franco Carradori   |
|    | Italia (bandiera) | C     | Alfiero Coletta    |
|    | Italia (bandiera) | C     | Mario Di Marco     |
|    | Italia (bandiera) | C     | Luigi Foligna      |
|    | Italia (bandiera) | C     | Enzo Jannicola     |

| N. |                   | Ruolo | Calciatore              |
| -- | ----------------- | ----- | ----------------------- |
|    | Italia (bandiera) | C     | Enzo Lucia              |
|    | Italia (bandiera) | C     | Aldo Malfetta           |
|    | Italia (bandiera) | C     | Serafino Montanari      |
|    | Italia (bandiera) | C     | Antonio Palestini       |
|    | Italia (bandiera) | C     | Renato Palombini        |
|    | Italia (bandiera) | C     | Vittorio Sentimenti III |
|    | Italia (bandiera) | A     | Mario Aizpuru           |
|    | Italia (bandiera) | A     | Giorgio Betti           |
|    | Italia (bandiera) | A     | Veniero Ferrarese       |
|    | Italia (bandiera) | A     | Armando Macci           |
|    | Italia (bandiera) | A     | Filippo Nicoletti       |
|    | Italia (bandiera) | A     | Carlo Orsini            |
|    | Italia (bandiera) | A     | Mario Pistacchi         |
|    | Italia (bandiera) | A     | Tullio Simonetti        |